# Puzzle Quest: Challenge of the Warlords
Puzzle Quest: Challenge of the Warlords - багатоплатформова відеогра, розроблена австралійською компанією Infinite Interactive і видана компанією D3 Publisher. Це суміш рольової відеогри, покрокової стратегії та головоломки. У грі використовується ігрова механіка, запозичена з головоломки Bejeweled.
Протягом 2007 року гра була випущена для Nintendo DS, PlayStation Portable, Xbox Live Arcade, Windows, Wii, PlayStation 2, порт для мобільних телефонів очікувався у 2008. 23 липня 2007 гра отримала рейтинг ESRB для PlayStation 3 і Mac - це дозволяє припустити, що версії гри для цих платформ теж з'являться.
16 листопада 2007 року на конференції австралійських розробників ігор Game Connect головний дизайнер гри Стів Фоукнер розповів про те, що Infinite Interactive працює над безплатною браузерною грою, яка буде пов'язана з Puzzle Quest та майбутніми проєктами компанії.
У 2009 році вийшла гра Puzzle Quest: Galactrix (яку перейменували просто Galactrix), проте її сюжет заснований на космічній тематиці. Продовження Puzzle Quest 2 було випущено у 2010 році.

## Ігровий процес

Ігровий процес з версії для Xbox 360

В основі Puzzle Quest лежить епічна історія, заснована на ігровому всесвіті Warlords. Гравцеві належить грати роль одного з персонажів, кожен з яких має індивідуальні характеристики. Протягом гри необхідно виконувати різні завдання — не тільки пов'язані з основною сюжетною лінією, але й сторонні, за допомогою яких можна заробити золото або отримати унікальні предмети. Більшість завдань полягає у битві з монстрами. Також є і доручення виду «Йди туди, принеси це!». У грі присутні NPC, які можуть давати завдання, бути об'єктами завдань і навіть приєднуватися в компанію до гравця, даючи різні бонуси в битвах.
Гра проходить на простій карті з ключовими точками-локаціями, які пов'язані між собою. У локаціях знаходяться міста (які можна захоплювати для збору податку), дрібні поселення або квестові об'єкти. Бої з монстрами можуть відбуватися не тільки в локаціях, а й по дорозі між ними. Деяких ворогів можна захоплювати для вивчення їх заклинань, а також загарбувати деяких монстрів як їздову тварину. У багатьох локаціях можна битися зі хранителями, у разі успіху отримати руни, з яких можна виготовляти спорядження із заданими властивостями.

### Битва
Бій дуже схожі на ігри-головоломки Bejeweled або Zoo Keeper, саме в механіці жанру "три в ряд". Гравець та керований комп'ютером опонент по черзі змінюють позиції двох кристалів по вертикалі чи горизонталі. Три або більше кристалів, збудованих у ряд, зникають. На полі присутні чотири види кристалів мани, золото, очки досвіду та черепа. Вибудовані в ряд черепа завдають шкоди противнику. У ході гри персонаж вивчає різні заклинання, які сильно впливають на хід гри. Тренування їздових тварин відбувається у вигляді битви з цією твариною з додатковим обмеженням часу ходу. Вивчення заклинань у полонених та виготовлення спорядження відбувається у вигляді головоломки (без супротивника).

## Нагороди та рецензії
| Агрегатор    | Оцінка | Оцінка | Оцінка | Оцінка | Оцінка | Оцінка |
| Агрегатор    | DS     | PC     | PS2    | PSP    | Wii    | X360   |
| ------------ | ------ | ------ | ------ | ------ | ------ | ------ |
| GameRankings | 81.37% | 83.75% | 78.00% | 84.88% | 71.07% | 88.14% |
| Metacritic   | 82/100 | 84/100 | 78/100 | 84/100 | 71/100 | 87/100 |

| Видання               | Оцінка | Оцінка | Оцінка | Оцінка | Оцінка | Оцінка |
| Видання               | DS     | PC     | PS2    | PSP    | Wii    | X360   |
| --------------------- | ------ | ------ | ------ | ------ | ------ | ------ |
| Eurogamer             | 8/10   |        |        |        |        | 9/10   |
| GamePro               | 4.5/5  |        |        |        |        | 4.75/5 |
| GameRevolution        | B+     |        |        | B+     |        |        |
| GameSpot              | 8.1/10 |        | 8/10   | 8.5/10 | 7.5/10 | 9/10   |
| GameSpy               | [ 32 ] | [ 33 ] | [ 34 ] | [ 35 ] | [ 36 ] |        |
| GameTrailers          |        |        |        | 8.4/10 |        |        |
| GameZone              | 8/10   |        | 8.7/10 | 8.8/10 | 7.6/10 |        |
| IGN                   | 8.9/10 | 8.6/10 | 7.8/10 | 9/10   | 7/10   | 9/10   |
| Nintendo World Report | 9/10   |        |        |        | 6/10   |        |
| TeamXbox              |        |        |        |        |        | 8.5/10 |
| X-Play                | [ 51 ] |        |        |        |        |        |

Puzzle Quest: Challenge of the Warlords отримала велику кількість добрих відгуків від критиків різних видань.
- На думку IGN, гра «поєднує в собі кращі аспекти обох жанрів, головоломки та РПГ, в одному маленькому приємному упаковуванні.»[53]
- Puzzle Quest отримав нагороду від MTV Networks "GameTrailers у номінації "Best Puzzle/Parlor Game" за 2007 рік.[54]
- Журнал Next Generation online поставив Puzzle Quest на 17 місце у списку найкращих ігор 2007.[55]
- За версією GameSpy гра отримала нагороду "Найкраща гра для Xbox Live Arcade" 2007 року.[56]
- Колектив сайту Absolute Games поставив Puzzle Quest на друге місце, у рейтингу найкращих ігор 2007 року. За результатами опитування відвідувачів сайту гра зайняла 18-е місце.[57]